# Joseph Bergaigne

Joseph Bergaigne (Anselmus van Hulle/Paulus Pontius 1648)

Joseph Bergaigne (Antwerpen 1 mei 1588 - 22 november 1647) was bisschop van 's-Hertogenbosch (1641-1647) en aartsbisschop van Kamerijk (1645-1647).
Joseph Bergaigne was de zoon van een jurist, Bernardijn Bergaigne die zelf de zoon was van de gekende Leuvense drukker Anthonio Maria Bergaigne (afkomstig uit Asti, Piëmont), ook aandeelhouder in de leentafel van Leuven. Zijn moeder was Dymphna van Bouwhuyzen (geb. omstreeks 1550), waarschijnlijk afkomstig van Tholen in Zeeland.
Als gevolmachtigd minister van de koning van Spanje speelde hij een aanzienlijke rol bij de lange onderhandelingen van de Vrede van Münster die in 1648 tot stand kwam. Om zijn autoriteit hierbij te verhogen werd hij benoemd tot bisschop van 's-Hertogenbosch.
Ondanks zijn benoeming kon hij zijn bisdom niet betreden, want 's-Hertogenbosch was - evenals Staats-Brabant - in handen gevallen van de Republiek der Zeven Verenigde Nederlanden, de Staten-Generaal hadden trouwens alle bezittingen van het bisdom in beslag genomen.
Ook in Kamerijk heeft hij niet gefunctioneerd, hij overleed immers voordat hij zijn functie daar ging bekleden.